# Dylan Ferrandis
Dylan Ferrandis   (Avinyó, 31 de maig de 1994) és un pilot professional de motocròs occità que competeix als Campionats AMA des del 2017. N'ha guanyat dos títols de motocròs i dos més de supercross. A banda, ha guanyat dues vegades el Motocross des Nations amb la selecció de França.

## Biografia
Dylan Ferrandis va guanyar el Campionat de França de motocròs en categoria Cadet (85cc) l'any 2008. El 2011 va ser subcampió d'Europa en categoria MX2 amb Kawasaki darrere de Romain Febvre i va guanyar l'Enduropale en categoria júnior. La temporada 2012 va debutar al Campionat del món en la mateixa categoria, MX2, i hi va obtenir un podi i el desè lloc final. El 2013 va obtenir dos podis i fou novè a la classificació final, a més de guanyar el campionat de França en aquesta categoria. El 2014 obtingué quatre podis i el quart lloc a la classificació final del mundial. Aquell any, juntament amb Gautier Paulin i Steven Frossard, va guanyar el Motocross des Nations per a França, un èxit que va repetir el 2018. El 2015 va passar a l'equip de Kawasaki i va guanyar el seu primer Gran Premi, però, després de dos nous podis, va patir una lesió greu.
A partir del 2017, Ferrandis va passar a competir als Estats Units, inicialment en la categoria de 250cc per a Yamaha. Des d'aleshores fins al 2022 ha guanyat un total de quatre campionats AMA amb aquesta marca.

## Palmarès
A 1 de gener de 2023

### Títols per any
| Any  | Equip    | Campionat             | Classe       |
| ---- | -------- | --------------------- | ------------ |
| 2008 | Yamaha   | Campionat de França   | Cadet 85cc   |
|      |          |                       |              |
| 2013 | Kawasaki | Campionat de França   | MX2          |
| 2014 | Kawasaki | Motocross des Nations | -            |
|      |          |                       |              |
| 2018 | Yamaha   | Motocross des Nations | -            |
| 2019 | Yamaha   | AMA Supercross        | 250cc (West) |
| 2020 | Yamaha   | AMA Supercross        | 250cc (West) |
| 2020 | Yamaha   | AMA Motocross         | 250cc        |
| 2021 | Yamaha   | AMA Motocross         | 450cc        |

### Resum
- 2 Campionats AMA de motocròs (1 x 450cc, 1 x 250cc)
- 2 Campionats AMA de Supercross 250cc
- 2 Motocross des Nations
- 2 Campionats de França de motocròs (1 x MX2, 1 x 85cc)